# Trichonephila clavata
Trichonephila clavata — вид павуків із родини Павуків-шовкопрядів. В Японії цього павука називають йорьо (ジョロウグモ, 女郎蜘蛛、上臈蜘蛛, Jorō-gumo).

## Поширення
Вид зустрічається всій Японії, за винятком Хоккайдо, в Кореї, Тайвані і на сході Китаю. Недавно вчені підтвердили перший випадок появи Н. clavata у Північній Америці.

## Опис
Розмір тіла самки сягає 17-25 мм, у той час як самець менший, 7-10 мм. Доросла самиця має жовті і темно-сині смуги на тілі і кінцівках, з червоними смугами на задній частині черева.

## Спосіб життя
Павук зимує у стадії яйця, що вилуплюється навесні. Самиця плете сітку до одного метра у діаметрі, павутина має золотавий відтінок та досить ефектно виблискує на сонячному промінні. Восени у павутинні біля самиці можна побачити одного або кількох, менших за розміром, самців. Після спаровування самиця відкладає мішечок з яйцями, який ховає у тріщинах кори дерев. У мішечку буває до 1500 яєць. До настання зими усі дорослі особини помирають.